# یتیمان تایتانیک

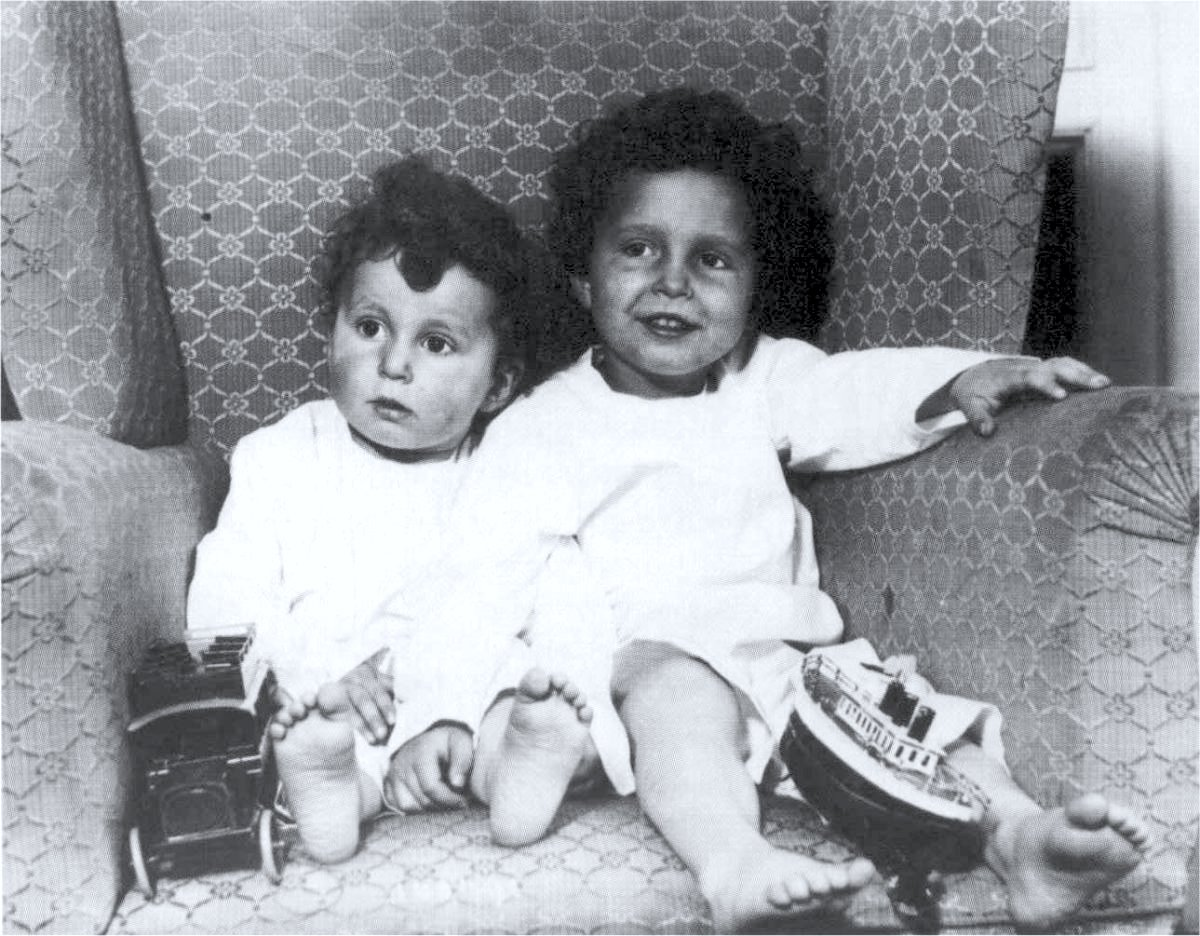
مایکل (راست) و ادموند (چپ)

یتیمان تایتانیک (به انگلیسی: The Titanic Orphans)، نامی بود که به روی دو برادر یتیمی که جزء آخرین نجات‌یافتگان سانحه غرق شدن کشتی تایتانیک بودند گذاشته شده بود.. این کودکان فرزندان مارسل کارتو بودند که سه نفره در حال مهاجرت به آمریکا برای شروع زندگی تازه‌ای بودند. پدرشان این فرزندان را از مادرشان ربوده بود و سعی داشت آنها را با خود به آمریکا ببرد.
مایکل مارس ناوراتیل (به انگلیسی: Michel Marcel Navratil) متولد ۱۹۰۸ و برادر کوچکترش ادموند راجر ناوراتیل (به انگلیسی: Edmond Roger Navratil) متولد ۱۹۱۰ در نیس فرانسه بودند. پدر و مادر آنها در اوایل سال ۱۹۱۲ به دلیل اختلافاتی تصمیم به جدایی از هم گرفتند و در این بین مسئله سرپرستی از نوزادان مناقشه‌برانگیز بود و هرکدام سعی داشت حضانت نوزادان را بر عهده گیرد. پدرشان به همراه فرزندانش در تاریخ ۱۰ آوریل ۱۹۱۲ سوار تایتانیک شدند و در یکی از مابین‌های درجه ۲ کشتی ساکن شدند. او اسامی مستعار لولا و لوییس را برای فرزندانش برگزیده بود. بعد از غرق شدن کشتی در ساعت ۲۳:۴۰ مورخ ۱۴ آوریل ۱۹۱۲، پدر موفق شد فرزندانش را سوار آخرین قایق نجات کند و خود همراه با کشتی غرق شد. جسد وی مدتی بعد یافت شد و با توجه به نام خانوادگی، گمان به یهودی بودن وی رفت و او را در قبرستان یهودیان نوا اسکوشیا دفن کردند.
بعد از نجات فرزندان، دولت آمریکا که به دنبال مادر آنها می‌گشت، عکس آنها را در جراید آمریکا و اروپا منتشر کرد. مدتی بعد مادر آنها با دیدن عکس آن دو و شناختن آنها، به دنبال آنها شتافت و توانست آن دو را پیش خود بازگرداند.

بعدها مایکل ناوراتیل ادعا کرد پدرش در آخرین لحظات ترک آنها در قایق نجات، چنین جملاتی را به آنها گفته‌است:
فرزندم، زمانی که مادر شما دنبالتان می‌آید که من مطمئنم چنین خواهد شد، به او بگویید من از صمیم قلب وی را دوست داشته و هنوز هم دارم. به او بگویید من انتظار داشتم او به دنبال ما بیاید. در آن صورت همگی ما می‌توانستیم در دنیای جدید زندگی شادی را در کنار هم داشته باشیم.